# Desierto noticioso
Un desierto noticioso o desierto informativo (del inglés "news desert") se refiere a una comunidad o área geográfica que nunca ha sido o ya no es cubierta por periódicos diarios o de otra periodicidad. El término surgió en los Estados Unidos después del cierre de cientos de periódicos diarios y semanales en las décadas de 2000 y 2010, como parte del declive del periódico en papel en ese país. Según un estudio de 2018 de la Escuela de Medios y Periodismo de la  University of North Carolina at Chapel Hill, más de 1.300 comunidades en los EE. UU. son consideradas desiertos noticiosos. Otras comunidades, aunque técnicamente no son desiertos noticiosos, pueden ser cubiertas por un periódico fantasma, una publicación que se ha convertido en una sombra de lo que era.

## Trasfondo
El número total de periódicos en los EE. UU. cayó de 8891 en 2004 a 7112 en 2018, una disminución de 1779 periódicos, incluyendo más de sesenta diarios. De las publicaciones restantes, se estima que entre mil y 1500 periódicos se consideraron periódicos fantasmas después de reducir tanto su cobertura de noticias que no pudieron cubrir completamente sus comunidades.

## Extensión
En 2017, Columbia Journalism Review publicó un mapa de desiertos noticosos en los Estados Unidos. Mostró que el condado de Collin y el condado de Williamson en Texas, con una población combinada de casi 1,3 millones de personas, se encontraban entre los desiertos noticiosos más grandes del país. Otros desiertos noticiosos importantes incluyen al condado de Ellis, Texas y el condado de Alamance, Carolina del Norte. Algunas de esas comunidades, sin embargo, pueden estar cubiertas por periódicos muy pequeños con una circulación de menos del 1% o medios de noticias totalmente digitales.
Un estudio realizado en 2018 por la Escuela de Medios y Periodismo de la  University of North Carolina at Chapel Hill encontró más de 1300 desiertos noticiosos en los Estados Unidos. De los 3.143 condados de EE. UU., más de 2.000 ya no tenían un periódico diario y 171 condados, con 3,2 millones de residentes combinados, no tenían ningún periódico. Las personas que viven en desiertos noticiosos tienden a ser más pobres, mayores y menos educadas que el estadounidense promedio, según el estudio. A partir de 2018, más de 90 condados sin periódico se encontraban en el sur de los Estados Unidos, lo que lo convierte, con mucho, en el desierto noticioso más grande del país.
En Brasil, la denominación es usada para describir a localidades sin la presencia de ningún tipo de medio de comunicación (digital, impreso, televisión o radio). El principal catastro fue publicado en el "Atlas da Notícia", un levantamiento que comprende todo el territorio nacional, cuya metodología está basada principalmente en el conteo de medios de noticias en Brasil a través de la búsqueda propia como de la colaboración de terceros. En Portugal, el término es usado también para describir localidades sin presencia de medios de comunicación, y la principal investigación es de la Universidade da Beira Interior.